# Best Part of Me
Best Part of Me è un singolo del cantautore britannico Ed Sheeran, pubblicato il 5 luglio 2019 come quarto estratto dal sesto album in studio No. 6 Collaborations Project.

## Descrizione
Quinta traccia dell'album, si tratta di una ballata acustica che vede la partecipazione vocale della cantautrice statunitense Yebba.

## Video musicale
Sebbene non sia stato realizzato alcun video musicale, il 10 luglio 2019 è stata pubblicata una versione dal vivo registrata presso gli Abbey Road Studios.

## Tracce
Testi e musiche di Ed Sheeran, Benjamin Levin e Abbey Smith.
1. Best Part of Me (feat. Yebba) – 4:03

## Formazione
Musicisti
- Ed Sheeran – voce, basso, chitarra
- Yebba – voce aggiuntiva
- Benny Blanco – programmazione della batteria, tastiera
- Joe Rubel – programmazione della batteria, tastiera
- Pino Palladino – basso
- Thomas Bartlett – tastiera

Produzione
- Benny Blanco – produzione
- Joe Rubel – produzione, ingegneria del suono
- Ed Sheeran – produzione
- Mark "Spike" Stent – missaggio
- Michael Freeman – assistenza al missaggio
- Matt Wolach – assistenza al missaggio
- Chris Sclafani – ingegneria del suono
- Robert Sellens – assistenza tecnica
- Archie Carter – assistenza tecnica
- Anthony Evans – montaggio vocale aggiuntivo
- Gosha Usov – ingegneria voce di Yebba
- Stuart Hawkes – mastering

## Classifiche
| Classifica (2019)   | Posizione massima |
| ------------------- | ----------------- |
| Australia           | 17                |
| Austria             | 38                |
| Canada              | 44                |
| Danimarca           | 35                |
| Estonia             | 23                |
| Francia             | 162               |
| Germania            | 55                |
| Grecia              | 56                |
| Lettonia            | 20                |
| Lituania            | 28                |
| Nuova Zelanda       | 13                |
| Paesi Bassi         | 62                |
| Portogallo          | 66                |
| Repubblica Ceca     | 18                |
| Singapore           | 20                |
| Slovacchia          | 16                |
| Stati Uniti         | 99                |
| Svezia              | 41                |
| Svizzera            | 40                |
| Ungheria (download) | 38                |